# Kepler-57
 (juin 2025).
Désignations
Kepler-57 est une étoile située dans la constellation du Cygne, à environ 644,14 parsecs de la Terre.

## Caractéristiques physiques
Sa température effective est d'environ 5 187,9 K.
Sa masse est estimée à 0,86 fois celle du Soleil.
Son rayon est d'environ 0,83 fois celui du Soleil.
Sa luminosité est d'environ 0,45 fois celle du Soleil.

## Observation
Ses coordonnées célestes sont : ascension droite 19h 34m 33,92s, déclinaison +44° 39′ 25,45″.

## Système planétaire
| Planète     | Masse   | Demi-grand axe (ua) | Période orbitale (jours) | Excentricité | Inclinaison | Rayon   |
| ----------- | ------- | ------------------- | ------------------------ | ------------ | ----------- | ------- |
| Kepler-57 b | 0,08 MJ | 0,06                | 5,72                     | 0,016        | 88,90°      | 0,28 RJ |
| Kepler-57 c | 0,02 MJ | 0,10                | 11,60                    | 0,072        | 89,96°      | 0,20 RJ |